# Língua crioula de Seicheles
A língua crioula de Seicheles ou seichelense é uma língua crioula de base francesa assim como o crioulo da Guiana Francesa e o crioulo haitiano. Está presente, também, no grupo de línguas crioulas burbonesas, denominação das línguas franco-crioulas do Oceano Índico, do antigo nome da ilha de Reunião, "Bourbon". A língua seichelense se originou como uma variação do francês dos séculos XVII e XVIII, recebendo, também, algumas influências da língua inglesa. Os falantes nativos nomeiam o idioma  como Kreol, Seselwa ou Kreol Seselwa.
Idioma oficial da  República das Seicheles, junto ao inglês e francês. Nesse aspecto difere-se do crioulo de Maurício que não é oficial em Maurício. A língua é falada por 88.400 pessoas e  ensinada da 1º(primeira) a 2º(segunda) série no país de Seicheles. Entretanto, há muitas críticas sobre seu uso em áreas mais avançadas do ensino e sugestões de retirar a língua seichelense da grade escolar. De acordo com dados da UNESCO, o idioma é uma das línguas em perigo de extinção, sendo considerada vulnerável por haver uma limitação de seu uso a apenas contextos informais. Além disso, as novas gerações aprendem o inglês progessivamente mais rápido, ocasionando na descontinuação do aprendizado da língua Kreol sem o seu completo domínio sobre ela.

## Etimologia
O termo utilizado para definir a língua significa, basicamente, língua crioula de Seicheles, em que Kreol se traduz para crioulo e Seselwa indica que é pertencente a Seicheles. A definição de uma língua como crioula se dá por seu desenvolvimento em processos socio-históricos caracterizados pela interação forçada de múltiplas línguas. Alguns exemplos são a  escravidão e o sistema de plantation. O termo crioulo não é apenas utilizado no meio linguístico, mas também para definir nacionalidades e culturas originadas por essa mistura de etnias. Quanto a Seicheles, o nome foi dado às ilhas por colonizadores franceses honrando o Ministro de Finanças francês, Visconde Jean Moreau de Séchelles. 

## História

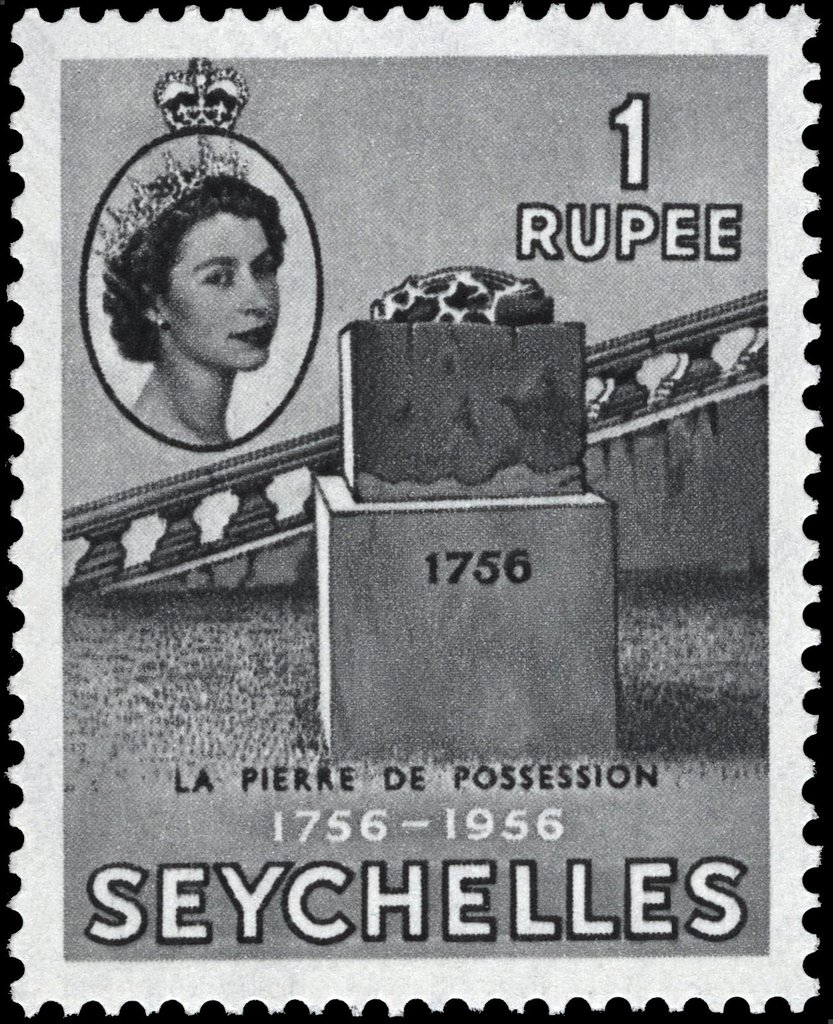
Selo de Seychelles

Em 1756, As ilhas de Seicheles foram habitadas pela primeira vez por colonizadores franceses e grupos de escravos que lhes serviam. Esses franceses vinham das Ilhas de Maurício e Reunião(Na época chamada de Buorbon) lugares que já haviam uma língua crioula estabelecida. Além disso, Seicheles servia como um depósito para escravos contrabandiados de várias regiões da África. Tais fatos, fizeram com que a formação do seichelense constasse por grande parte do francês que era o idioma demandado pelo colonizadores, mas também pela  interação das duas línguas crioulas já presentes na ilha junto a aspectos diversos de outras regiões do continente africano. 

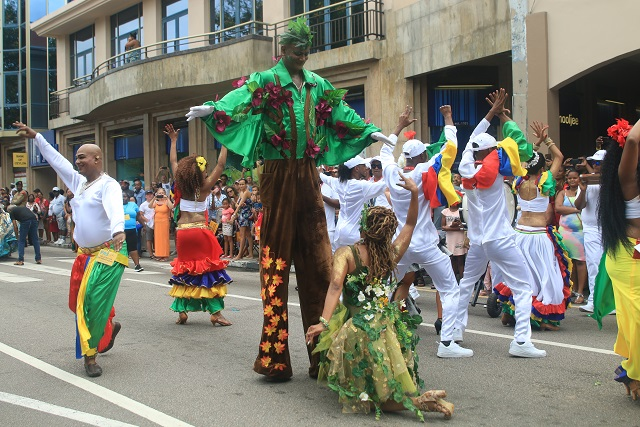
Festival crioulo em Seychelles

Após as Guerras Napoleônicas, Seicheles se torna uma colônia Britânica em 1815, porém por não haver muito interesse dos ingleses por Seicheles, a cultura e tradições dos seichelenses foram mantidas, apenas adicionando o inglês como uma de suas línguas oficiais. Isso permitiu que a língua crioula se estabelece fortemente no cotidiano dos habitantes tornando se a língua mais falada no país. Entretanto, a língua permaneceu vista com pouca importância, existindo apenas na forma oral e sendo proibida até em escolas. A língua crioula não era vista nem mesmo como uma língua. A situação mudou com a Independência de Seychelles em 1976, se tornando uma das línguas oficiais do país e a primeira língua crioula a ser reconhecida como oficial no continente Africano. A partir disso, foi estabelecido o Lenstiti Kreol (Institut créole, em francês, ou Instituto Crioulo, em português) e sistemas de ortografia e gramática próprios para o idioma,  com o intuito de criar uma nova nação e ser um marco para a quebra de ligações como côlonia. Para elevar o status da língua várias obras literárias foram desenvolvidas utilizando o Kreol Seselwa, como livros, peças e traduções de clássicos do mundo inteiro. Uma de suas conquistas mais notórias sendo a tradução inteira da Biblía para a língua seichelense. Agora, a língua também possuia um cargo na educação e uma matéria própria.

## Fonologia

### Consoantes
A língua crioula de seicheles consta com 20 fonemas formados por consoantes. Muitos deles são similares a sua língua de origem, o francês. A seguir um quadro afim de demonstrar tais fonemas: 
|             | Bilabial | Labiodental | Alveolar | Palatais | Velar | Uvular |
| Plosiva     | p b      |             | t d      |          | k g   |        |
| Nasal       | m        |             | n        | ɲ        | ŋ     |        |
| Fricativa   |          | f v         | s z      | ʝ        |       | ʁ      |
| Aproximante |          |             |          | j        |       |        |
| Lateral     |          |             | l        |          |       |        |
| Africada    |          |             | ts dz    |          |       |        |

### Vogais
O idioma contém 9 vogais, 6 orais e 3 nasais.
|             | Anterior | Anterior | Central | Central | Posterior | Posterior |
| ----------- | -------- | -------- | ------- | ------- | --------- | --------- |
|             | Oral     | Nasal    | Oral    | Nasal   | Oral      | Nasal     |
| Fechada     | i        |          |         |         | u         |           |
| Semifechada | e        | ẽ        |         |         | o         | õ         |
| Aberta      | a        | ã        |         |         | ɑ         |           |

o fonema /ɑ/ só é utilizado quando é seguida por [r]

## Ortografia
O sistema de escrita da língua crioula de Seicheles é pelo alfabeto latino. Utilizando as letras presentes na grafria do português, excetos pelas letras c, j, q e x.   
| Fonema (IPA) | Grafia  |
| ------------ | ------- |
| /a/          | A a     |
| /ã/          | an      |
| /b/          | B b     |
| /d/          | D d     |
| /e/          | E e / é |
| /ẽ/          | en      |
| /f/          | F f     |
| /g/          | G g     |
| /i/          | I i     |
| /j/ - /ɲ/    | gn      |
| /ʝ/          | Y y     |
| /k/          | K k     |
| /l/          | L l     |
| /m/          | M m     |
| /n/          | N n     |
| /ŋ/          | ng      |
| /o/          | O o     |
| /õ/          | on      |
| /p/          | P p     |
| /ʁ/          | R r     |
| /s/          | S s     |
| /t/          | T t     |
| /u/          | ou - W  |
| /v/          | V v     |
| /z/          | Z z     |

A grafia 'é' só é utilizada no seichelense quando é a última sílaba ou segue uma consoante nasal no meio da palavras exs:
- Mon alé  (eu vou)

- Koméla

Caso a grafia 'e' seja utlizada depois de uma consoante nasal, ela se torna muda. Como em: 
- Mon kone ou [mõ kon u]
- Lanemen [lanmẽ]

A grafia no crioulo de Seicheles foi muito simplificado em relação às origens francesas, como pode ser percebido na seguinte tradução de "Nós todos temos que trabalhar juntos para construir nosso futuro".
| Língua                   | Palavra | Palavra | Palavra | Palavra     | Palavra | Palavra     | Palavra  | Palavra | Palavra | Palavra | Palavra  |
| ------------------------ | ------- | ------- | ------- | ----------- | ------- | ----------- | -------- | ------- | ------- | ------- | -------- |
| Crioulo                  | Nou     |         | tou     | bezwen      |         | travay      | ansamn   | pou     | kree    | nou     | lavenir  |
| Francês (forma fonética) | /nu/    | /a.vɔ̃/  | /tu/    | /bə.zwɛ̃/    | /də/    | /tra.va.je/ | /ɑ̃.sɑ̃bl/ | /pur/   | /kre.e/ | /nɔtr/  | /av.nir/ |
| Francês (grafia)         | Nous    | avons   | tous    | besoin      | de      | travailler  | ensemble | pour    | créer   | notre   | avenir   |
| Português                | Nós     | temos   | todos   | necessidade | de      | trabalhar   | juntos   | para    | criar   | nosso   | futuro   |

## Gramática

### Substantivos
Muitos dos substantivos da língua seichelense derivam de sua língua base, o francês, modificando apenas a adição ou eliminação de consoantes ou sílabas iniciais. Alguns elementos são frenquentemente adicionados ao substantivo, como artigos oriundos do francês de, di, la, le, li, lez, liz , ou apenas as consoantes l e z.                                                                                                                                                                                                                                               Ex:
- francês: Bras [Bʁa] --> Lebra (braços)
- francês: Eau [o] --> Delo (água)

Em alguns casos, a inicial l pode ser trocada por n quando ocorrema após as grafias: an, en, on. Como em:
- Sa en bon lide --> Sa en bon nide (essa é uma boa ideia)

#### Categorias
Geralmente, os substantivos na língua não variam morfologicamente, porém alguns tendem a variar adicionando ou retirando uma sílaba ou consoante inicial como observado acima. Assim como o português, os substantivos são divididos em duas categorias: comuns ou próprios. Além disso, ainda são definidos características léxicas, como humano, animado, comum, concreto, contável, definido e masculino. Caso um substantivo não seja comum, isso o torna, obrigatoriamente, definido .

#### Gênero
No seichelense, os substantivos não são divididos por gêneros gramáticais, como ocorre no português (Masculino: O sol, Feminino: A árvore). Ao invés disso, a maioria das palavras se encaixam na característica masculino. Apenas há definição de masculino e feminino caso seja necessário e baseando-se em formas naturais do que unicamente gramáticais. Utiliza-se as palavras zom(homem) e fam(mulher) após o substantivo para   caracterizá-lo.                                                                                                                                                                                                                          Ex:
- Aviater zom (piloto Homem)
- Aviater fam (piloto Mulher)

Entretanto, diferenciam dos substantivos por gênero acontece em substantivos com gêneros naturais pertecentes aos grupos  Animado e/ou Humano. Como em:
- Papa (pai) × Mama (mãe)
- Tonton (tio) × Tantin (tia)

### Pronomes

#### Pronomes pessoais
Constam no grupo definido e não são acompanhados por elementos como, artigos, adjetivos, entre outros. O quadro a seguir apresenta os pronomes da língua.
|              | Reto     | Reto   | Oblíquo  | Oblíquo |
| ------------ | -------- | ------ | -------- | ------- |
|              | Singular | Plural | Singular | Plural  |
| 1ª(Primeira) | Mon      | Nou    | Mwa      | Nou     |
| 2ª(Segunda)  | Ou       | Zot    | Ou       | Zot     |
| 3ª(Terceira) | i        | Zot    | li       | Zot     |

O pronome da terceira da pessoa do singular (i) também é utilizado para animais ou coisas, semelhante ao "It" do inglês.                                                       Além disso, os pronomes Ou e Zot também são utilizados para pessoas indefinidas, similares ao "alguém" no português.                                                                       Exemplo:  Koma ou dir sa an Kreol? (Como alguém diria isso em Kreol?).                                                                                       

##### Reduplicação
Os Pronomes ainda podem passar por uma reduplicação, com intuito de dar ênfase no sujeito da frase, como em:                                                         Mon Mon  tu sel ki n fer sa  (eu sozinho fiz isso)                                                                                                                                                                     A mesma estrutura é utilizada para os demais pronomes (Ou ou tu sel, Nou nou tu sel, Zot zot tu sel...), exceto pela segunda pessoa do singular em que se usa a sua forma reta e oblíqua: i li tu sel...                                                                                                                    .

#### Possessivos
Muitos dos termos utilizados nos pronomes pessoais se repetem nos pronomes possessivos. Assim como a tabela abaixo indica. 
|              | Singular | Plural |
| ------------ | -------- | ------ |
| 1ª(Primeira) | Mon      | Nou    |
| 2ª(Segunda)  | Ou       | Zot    |
| 3ª(Terceira) | Son      | Zot    |

Os pronomes possessivos antecedem os objetos possuídos e seus adjetivos, a estrutura é semelhante  no português.                                                                                                                                       Ex: 
- Mon nou barok (meu apelido)
- Nou vie pus (nosso carro antigo)

### Verbos
No crioulo de Seicheles, os verbos são separados em duas classes: Classe I, verbos contendo uma forma curta e outra longa finalizado por  -e ou -i; e Classe II, verbos irregulares.

#### Classe I
Também recebe o nome de classe A, e considerada  a classe regular dos verbos do seicheles, pois a maioria deles estão presentes nela. O verbo vini(vir) é o único da classe que termina com i, todos os demais verbos tem a sua letra final sendo e. Porém, muitos desses verbos sofrem uma redução em que sua última vogal é retirada. Como indica os exemplos abaixo:
| seichelense | português      |
| ----------- | -------------- |
| al(e)       | ir             |
| kit(e)      | sair, separar  |
| kon(e)      | saber          |
| larg(e)     | deixar, soltar |

Além disso, caso o verbo conste com an, en, on, seguidos por uma consoante plosiva sonora(b, d) haverá uma redução deste verbo retirando além do e a plosiva sonora também.                                                                                                                                                                                                                            ex:
- Tande --> tan ( entender)
- Tonbe --> ton (cair)
- Komande --> koman (comandar)

Em alguns casos, a consoante pode ser mantida se a próxima palavra for iniciada por uma vogal.
- Mon komand u fer sa travaj (Eu o comando que faça este trabalho)
- Sa garson ti tonb ater (O garoto caiu no chão)

#### Classe II
Também chamada de classe B, esta classe contem todos os verbos que não se encaixam na classe I. Portanto, verbos que terminam em consoantes e outras vogais além do e(exceto pelo verbo vini) se encontram nessa classe. Exemplos abaixo:
- dwa (dever)
- Tionbo (apreender, agarrar)

- Ekrir (escrever)
- Permet (permitir)

Ainda estão presentes verbos que terminam em -e, entretanto tais verbos, obligatoriamente, seguem algumas dessas estruturas:
| Estrutura | Exemplo 1 | Português | Exemplo 2 | Português |
| --------- | --------- | --------- | --------- | --------- |
| -CCe      | Aste      | Comprar   | Montre    | Mostrar   |
| -CVe      | Etidie    | Estudar   | Zue       | Brincar   |

Nota: C=consoante, V=vogal

#### Marcadores pré-verbiais
No seichelense, diferente do português, não se conjuga os verbos para indicar  passado, futuro ou outros aspectos como gerúndio, imperativo, etc. Ao invés de modificar os verbos, são utilizados partículas antes do verbo. Essas partículas são nomeadas de marcadores pré-verbais, e constam com funcionalidades diversas como indica a tabela a seguir:
| Aspectos           | Marcador | Marcador |
| ------------------ | -------- | -------- |
| Pretérito Simples  | Ti       | Ti       |
| Futuro             | a(va)    | Pu       |
| Pretérito perfeito | n        | n        |
| Pretérito Imediato | fek      | fek      |
| Gerúndio           | (a)pe    | (a)pe    |
| Negativa           | pa       | pa       |
| Imperativo         | anu      | anu      |

Notas: apenas va também pode ser utilizado para indicar futuro, assim como fin pode ser uma alternativa para n;                                                                                       O pretérito imediato trata de ações que foram realizadas recentemente. 

### Sentença
As sentenças no seichelense são ordenadas de forma similar ao português. Seguindo a ordem: 
(Artigo) + substantivos/proneomes + marcadores pré verbiais + verbo + (preposições + objetos)
Nota: os elementos em parênteses são opcionais.

## Vocabulário

### Artigo 1 Declaração Universal dos Direitos Humanos
Deklarasyon Iniversel Bann Drwa Imen - Lartik 1
Nou tou imen nou’n ne dan laliberte ek legalite, dan nou dignite ek nou bann drwa. 
Nou tou nou annan kapasite pou rezonnen, e fodre nou azir anver lezot avek en lespri fraternel.

### Pai Nosso
Ou, nou papa ki dan lesyel,
Fer ou ganny rekonnet konman Bondye.
Ki ou renny i arive. 
Ki ou lavolonte i ganny realize 
Lo later parey i ete dan lesyel    
Donn nou sak zour nou dipen ki nou bezwen. 
Pardonn nou pour bann lofans
Ki noun fer anver ou,
Parey nou pardonn sa ki n ofans nou.
Pa les tantasyon domin nou,
Me tir nou dan lemal.

### Hino de Seycheles
Koste seselwa
Sesel ou menm nou sel patri.
Kot nou viv dan larmoni.
Lazwa, lanmour ek lape.
Nou remersye Bondye.
Preserv labote nou pei.
Larises nou losean.
En leritaz byen presye.
Pour boner nou zanfan.
Reste touzour dan linite.
Fer monte nou paviyon.
Ansanm pou tou leternite.
Koste Seselwa!

### Lista de Swadesh
| Nº  | Português   | Seichelense | Francês     | Nº  | Português   | Seichelense | Francês        |
| --- | ----------- | ----------- | ----------- | --- | ----------- | ----------- | -------------- |
| 1.  | Eu          | mon         | je          | 26. | Pé          | lipie       | pied           |
| 2.  | Você / tu   | u           | tu          | 27. | Mão         | lame        | main           |
| 3.  | ele/ela     | i           | il          | 28. | Barriga     | vant        | ventre         |
| 4.  | Nós         | nou         | nous        | 29. | Coração     | leker       | cœur           |
| 5.  | Isto / isso | sa          | ceci / cela | 30. | Beber       | buar        | boire          |
| 6.  | Não         | oken        | ne pas      | 31. | Comer       | manze       | manger         |
| 7.  | O que?      | lekel       | quoi        | 32. | Ver / Olhar | vwar / get  | voir           |
| 8.  | Todos       | tu          | tout        | 33. | Saber       | kone        | savoir         |
| 9.  | Um(1)       | en          | un          | 34. | Dormir      | dormi       | dormir         |
| 10. | Dois(2)     | de          | deux        | 35. | Morrer      | mor         | mourir         |
| 11. | Grande      | gran / gro  | grand       | 36. | Matar       | tuye        | tuer           |
| 12. | Longo       | long        | long        | 37. | Vir         | vini        | venir          |
| 13. | Pequeno     | pti / ti    | petit       | 38. | Dizer       | dir         | dire           |
| 14. | Mulher      | fam         | femme       | 39. | Água        | delo        | eau            |
| 15. | Homem       | zom         | homme       | 40. | Pedra       | ros         | pierre         |
| 16. | Pessoa      | dimun       | personne    | 41. | Caminho     | Seme        | chemin         |
| 17. | Peixe       | pwason      | poisson     | 42. | Vermelho    | ruz         | rouge          |
| 18. | Pássaro     | zuazo       | oiseau      | 43. | Verde       | ver         | vert           |
| 19. | Cachorro    | lisien      | chien       | 44. | Noite       | lanuit      | nuit           |
| 20. | Árvore      | dibua       | arbre       | 45. | Cheio       | plen        | plein          |
| 21. | Folha       | fey         | feuille     | 46. | Novo        | Nouvo       | nouveau / neuf |
| 22. | Cabeça      | latet       | tête        | 47. | Bom         | bon         | bon            |
| 23. | Olho        | lizie       | œil         | 48. | Nome        | non         | nom            |
| 24. | Dente       | ledan       | dent        | 49. | Onde?       | Kot         | où             |
| 25. | Língua      | lalang      | langue      | 50. | Bater       | Bate        | frapper        |